# Хидоятова, Замира
Замира Хидоятова (узб. Zamira Hidoyatova; 5 января 1909 — 28 февраля 1998, Ташкент) — узбекская советская актриса

 театра, кино, мастер дубляжа. Заслуженная артистка Узбекской ССР, Народная артистка Узбекской ССР (1944). Лауреат Государственной премии Узбекской ССР им. Хамзы (1979).

## Биография
В 1924—1927 годах обучалась в Узбекской театральной студии при Доме просвещения в Москве. С 1927 года работала в передвижных труппах, с 1932 года — артистка Центральной образцовой узбекской государственной труппы (ныне Узбекский государственный академический театр драмы в Ташкенте).
Занималась дублированием фильмов. Выступала на радио.
Созданные ею образы отличались живостью, яркостью, сильной трактовкой чувств и внутренних переживаний, правдивостью. Внесла большой вклад в развитие узбекского театрального искусства.
Её внук пианист Алексей Султанов.

## Избранные театральные роли
- Анна Андреевна («Ревизор» Н. Гоголя, 1926),
- Фрозина («Скупой» Мольера),
- Адельма («Принцесса Турандот» Гоцци, 1927),
- Смеральдина («Слуга двух господ» К. Гольдони, 1927),
- Зина («Человек с портфелем» А. Файко, 1930),
- Валя («Мятеж» Д. Фурманова , 1929)
- Дильбар, Ульмас, Холбуви, мать Хамзы («Два коммуниста», «Сожжем», «Честь и любовь», «Хамза» К. Яшена),
- Артыкова, Тураева («Маска сорвана», «Предатели» З. Фатхуллина),
- Зухра («История заговорила» Сафарова и Сайда).
- Меланья («Егор Булычев и другие» М. Горького, 1939),
- Кабаниха («Гроза» А. Н. Островского , 1938),
- Ходжиона («Бай и батрак» Хамзы, 1939).

## Избранная фильмография
- 1940 — Асаль – секретарь парткома
- 1953 — Бай и батрак — Рахимахола, мать Джамили
- 1954 — Новоселье — Хамробиби
- 1958 — Пламенные годы — Зурахон
- 1967 — Нежность — эпизод
- 1969 — Улица тринадцати тополей — эпизод
- 1976 — Четыре времени года — эпизод